# Max Jungnickel (Politiker)

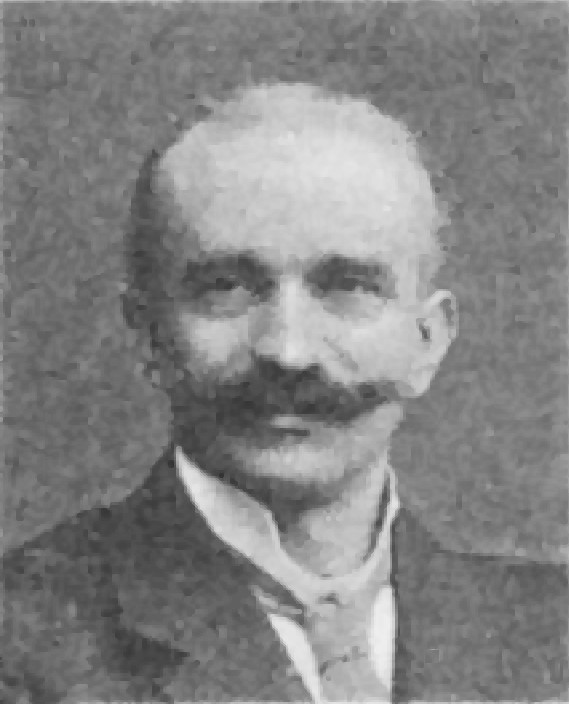
Max Jungnickel

Max Louis Jungnickel (* 24. März 1868 in Chemnitz; † 21. September 1934 Siegmar) war ein deutscher Politiker (SPD).

## Leben und Wirken
Max Jungnickel wurde als Sohn eines Restaurateurs geboren. Nach dem Besuch der Volksschule in Chemnitz in den Jahren 1874 bis 1882 absolvierte er bis 1885 eine Schlosserlehre. Danach arbeitete er als Schlosser und Monteur. 1902 wurde Jungnickel Geschäftsführer im Deutschen Metallarbeiterverband in Chemnitz (bis 1906). 1906 wurde er Parteisekretär in Annaberg und bekleidete dieses Amt bis 1918. Im Jahr 1906 heiratete er Pauline Alma Hauschild. Aus dieser Ehe stammt die Tochter Käthe (* 1909), welche mit dem Dramaturg und Kritiker Dr. Hermann Gressieker verheiratet war.
Im Januar 1919 wurde Jungnickel in die Weimarer Nationalversammlung gewählt, in der er bis zum Zusammentritt des ersten Reichstags der Weimarer Republik den Wahlkreis 30 (Sachsen 15–23) vertrat. Anschließend gehörte Jungnickel, der seit 1919 auch Stadtverordneter in Annaberg war, bis 1922 dem Sächsischen Landtag an.
Von 1921 bis Juni 1922 wurde Max Jungnickel als Gewerbekontrolleur und -aufsichtsbeamter in Chemnitz eingesetzt. Ab Juni 1922 bis 1932 wirkt er als Amtshauptmann der Amtshauptmannschaft Chemnitz. Sein soziales Augenmerk in der Funktion des Amtshauptmanns lag dabei auf der Errichtung des Krankenhauses Rabenstein, der Tuberkulosefürsorge, die Einrichtung der Schulzahnpflege sowie den Ausbau des Straßennetzes. Für das  Kindererholungsheim Rotes Vorwerk (Oberwiesenthal), welches vom Bezirksverband gefördert wurde, setzte er sich besonders ein. Da Jungnickel der SPD angehörte, wurde er im Juni 1932 vorzeitig pensioniert. 
In zweiter Ehe heiratete Max Jungnickel die wesentlich jüngere Klara Frieda Glück (1884–1975), die Tochter des Strumpfwarenfabrikanten Alexander Glück aus Burkhardtsdorf. Die Ehe blieb kinderlos.